# 3-й танковий корпус (СРСР)
3-й танковий Уманський Червонопрапорний, ордена Суворова корпус — оперативно-тактичне військове об'єднання в складі ЗС СРСР періоду Другої Світової війни.

## Історія
Формування 3-го танкового корпусу розпочалось згідно з Директивою НКО № 724218сс від 31.03.1942 року в квітні 1942 поблизу Тули.
Директивою Ставки ВГК № 170284 від 20.04.1942 року включений до складу Брянського фронту.
Директивою Ставки ВГК № 994081 від 27.06.1942 року виведений зі складу Брянського фронту і переданий у склад Західного фронту.
Директивою Ставки ВГК № 156675 від 30.08.1942 року виведений у Резерв Ставки ВГК в район Наро-Фомінська.
Директивою Ставки ВГК № 46069 від 11.03.1943 року виведений на доукомплектування в район Алексєєвки (Резерв Ставки ВГК).
Директивою Ставки ВГК № 46122 від 21.04.1943 року включений до складу 2-ї танкової армії.
Наказом НКО № 0376с від 20 листопада 1944 року за зразкове виконання завдань командування і виявлені особовим складом корпусу героїзм і відвагу в боях, 3-й танковий корпус переформовано у 9-й гвардійський танковий корпус.

## Командування

### Командир корпусу
- генерал-майор танкових військ Мостовенко Дмитро Карпович (з 31.03.1942 по 03.09.1942);
- полковник, з 10.11.1942 генерал-майор танкових військ Синенко Максим Денисович (з 04.09.1942 по 04.11.1943);
- генерал-майор танкових військ Теляков Микола Матвійович (з 05.11.1943 по 16.12.1943);
- генерал-майор танкових військ Шамшин Олександр Олександрович (з 17.12.1943 по 28.02.1944);
- генерал-майор танкових військ Теляков Микола Матвійович (з 01.03.1944 по 29.03.1944);
- генерал-лейтенант танкових військ Мішулін Василь Олександрович (з 01.04.1944 по 04.07.1944);
- генерал-майор танкових військ Теляков Микола Матвійович (з 05.07.1944 по 13.07.1944);
- генерал-майор танкових військ Веденєєв Микола Денисович (з 14.07.1944 по 20.11.1944).

### Начальник штаба корпусу
- полковник Девятов Кузьма Григорович (з березня 1942 по 03.08.1943, загинув);
- полковник Сафронов Іван Васильович (з 12.08.1943 по лютий 1944);
- полковник Швецов Костянтин Іванович (з лютого 1944 по 20.11.1944).

## Склад корпусу
- Управління корпусу (штат № 010/369)
- 50-а танкова Уманська Червонопрапорна, ордена Суворова бригада;
- 51-а танкова Уманська Червонопрапорна, ордена Суворова бригада;
- 103-я танкова Севська Червонопрапорна, орденів Кутузова, Богдана Хмельницького бригада важких танків;
- 3-я мотострілецька бригада (до жовтня 1942 року);
- 57-а мотострілецька Уманська Червонопрапорна, ордена Кутузова бригада (з жовтня 1942 року).
- 234-й мінометний полк (з 01.05.1943);
- 121-й зенітно-артилерійський полк (з 01.05.1943);
- 74-й окремий мотоциклетний батальйон (з 01.05.1943);
- 126-й окремий гвардійський мінометний дивізіон (з 01.01.1944);
- Корпусні частини:
  - 411-й окремий батальйон зв'язку (з 06.05.43);
  - 90-й окремий саперний батальйон (з 06.05.1943);
  - 64-а окрема рота хімічного захисту (з 06.05.1943);
  - 3-а окрема автотранспортна рота підвозу ПММ;
  - 97-а рухома танкоремонтна база;
  - 106-а рухома авторемонтна база;
  - 8-а окрема авіаланка зв'язку (з 01.08.1943);
  - 18-й польовий автохлібозавод (з 20.05.1943);
  - 2081-а військово-поштова станція (з 13.07.1942).

## Участь в бойових діях
- з 21 квітня 1942 по 3 вересня 1942 року;
- з 17 січня 1943 по 9 квітня 1943 року;
- з 6 травня 1943 по 2 вересня 1943 року;
- з 18 січня 1944 по 5 вересня 1944 року;
- з 30 жовтня 1944 по 20 листопада 1944 року.

## Нагороди і почесні найменування
- Уманський  (Наказ ВГК СРСР від 19.03.1944);
- Орден Червоного Прапора (Указ Президії ВР СРСР від 09.08.1944)  — за героїзм і мужність, виявлені в боях по визволенню Любліна;
- Орден Суворова II ступеня (Указ Президії ВР СРСР від 19.03.1944)  — за зразкове виконання бойових завдань командування і сприяння успішним діям 16-го танкового корпусу при звільненні міста Вапнярка.